# Мовсес (село)
Мовсес (арм. Մովսես) (до 2017 года — Мосесгех, арм. Մոսեսգեղ) — село в Тавушской области Армении. Главой сельской общины является Людвиг Аперян. Село расположено рядом с сёлами Норашен, Айгепар и Чинари, вблизи азербайджанской границы. Мосесгех постоянно подвергался напедению азербайджанцев во время армяно-азербайджанского конфликта (особенно в 1991 году). 

## Этимология
По преданию, название села происходит от имени старосты Мовсеса (Мовсес Кёхва, Мовсес — армянская форма имени Моисей), руководившего в X веке борьбой местных жителей с арабскими завоевателями и за свои подвиги назначенного управляющим этой местностью.

## География
Село расположено на высоте 1000 метров над уровнем моря, между ветвями хребта Хндзорут. Самая низкая точка в черте села находится на высоте 700 метров над уровнем моря, самая высокая — 995 метров. Село расположено на нижнем берегу одноимённой реки (Мосесгет), в 63 км к северо-востоку от областного центра —   Иджевана, и в 17 км к северо-востоку от райцентра — города Берд, в непосредственной близости от армяно-азербайджанской границы.

## История

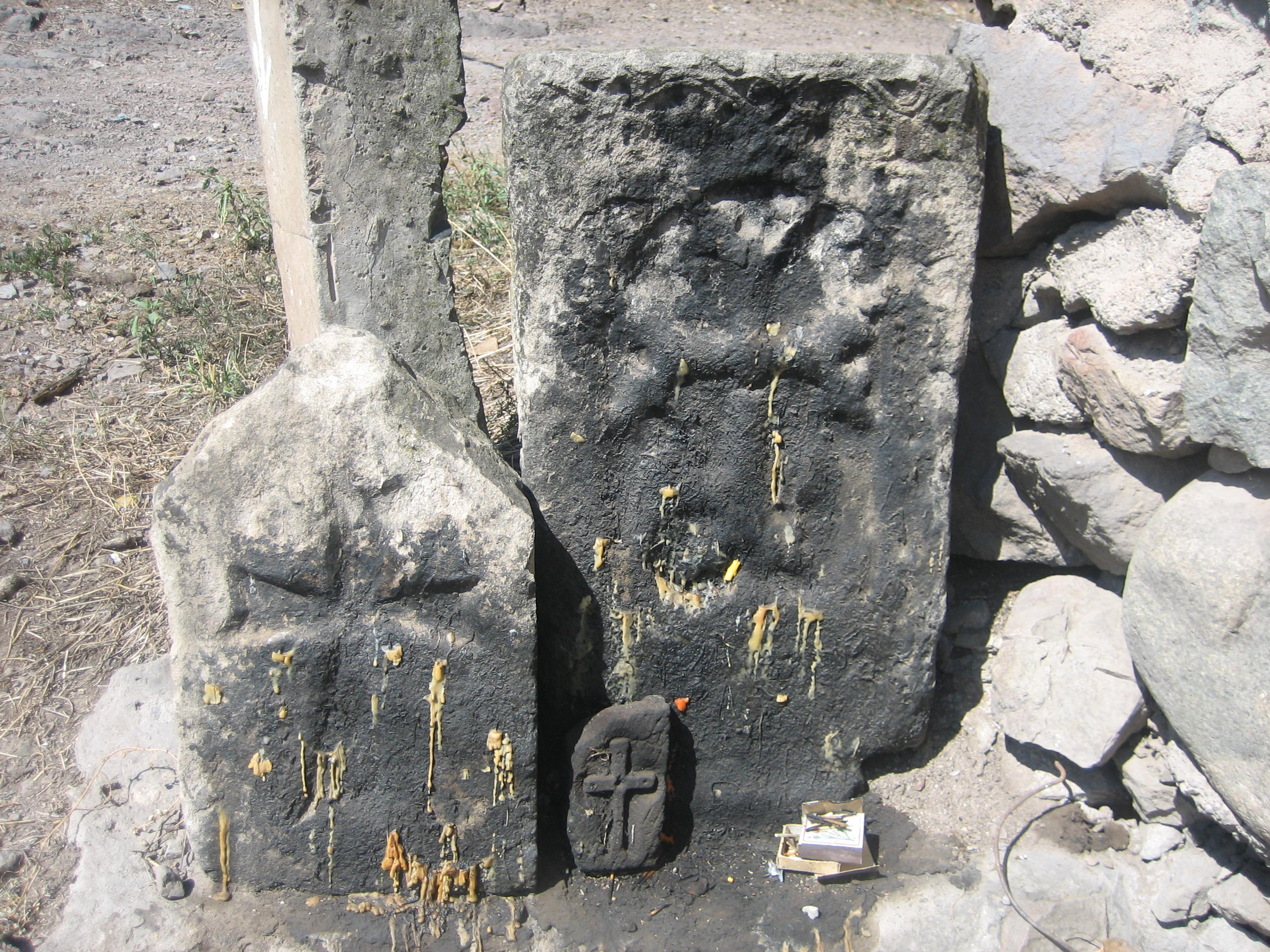
Хачкары.

В древности территория села входила в состав гавара (области) Тучкатак провинции Утик Великой Армении. В разные исторические периоды местностью владели иранцы, арабы, монголы. Она также входила в состав региональных государственных образований, таких как Парисосское и Ташир-Дзорагетское царства, Гянджинское ханство. В 1788 году в селе появились переселенцы из Карабаха (Джраберд).
После присоединения Южного Кавказа к Российской империи территория села была включена в состав Казахского уезда Елизаветпольской губернии. Известно, что в 1852 году сельский священник Саргис Бадалян обратился в Тифлисскую епархию с просьбой открыть в Мовсесе приходскую школу. Просьба была удовлетворена.
В советское время село Мовсесгюх входило в состав Шамшадинского района Армянской ССР. После провозглашения Арменией независимости, село было включено в состав Тавушской области.

## Население
Село изначально было основано переселенцами из Арцаха на территории юго-восточнее нынешнего расположения.
| Год         | 1831 | 1873 | 1886 | 1897 | 1908 | 1914 | 1916 | 1920 | 1922 | 1926 | 1939 | 1959        | 1970 | 1979 | 1980 | 1989 | 2001 | 2004 | 2008 |
| ----------- | ---- | ---- | ---- | ---- | ---- | ---- | ---- | ---- | ---- | ---- | ---- | ----------- | ---- | ---- | ---- | ---- | ---- | ---- | ---- |
| Численность | 220  | 684  | 841  | 1139 | 977  | 983  | 1258 | 1431 | 1656 | 1431 | 2118 | 2474 (2524) | 2904 | 2741 | 2593 | 2547 | 1978 | 2175 | 2046 |

## Экономика
Население занимается животноводством, виноградарством, выращиванием фруктов и овощей.

## Исторические памятники
В окрестностях села находится церковь XII—XIII вв. (До реставрации сохранилась только полукруглая ризница. После реставрации церковь была вновь открыта для посещения и освещена. Церемония открытия проходила 7 августа 2011 года. Второе дыхание церковь обрела благодаря поддержке и полному финансированию со стороны армянского благотворителя из России, являющегося инициатором проекта строительства церкви.) и два кладбища, датируемые XII—XIII и XIV—XVII вв. 
В западной части села сохранились высеченные в скале пещеры, в которых, согласно местным преданиям, укрывались жители села от завоевателей. Также в Мовсесе и его окрестностях имеется несколько десятков хачкаров. 
В 3 км юго-восточнее села находится церковь Святого Геворга (XIV—XVII вв.), заброшенное поселение XIV—XVII веков Хин Мосес (арм. Հին Մոսես — Старый Мосес).

## Достопримечательности
- Новая церковь Святой Богородицы, освященная в 2010 году, которая открылась 7 августа 2011 года
- Хачкар который находится на холме, и откуда открывается всё село